# Gobernador general de Cataluña
El gobernador general de Cataluña dirigía la administración regional que asumió las funciones del presidente de la Generalidad de Cataluña y de su consejo ejecutivo tras la suspensión de la autonomía catalana tras la fallida proclamación del Estado Catalán en octubre de 1934. Los gobernadores generales rigieron la administración catalana desde enero de 1935 hasta la restauración de la autonomía tras la victoria del Frente Popular en febrero de 1936. Eran nombrados directamente por el gobierno de la República. 
Según el artículo 2.º de la ley de suspensión del Estatuto de autonomía, aprobado por las Cortes españolas el 2 de enero de 1935:

[..] las funciones que correspondiesen al Presidente de la Generalidad y a su Consejo Ejecutivo [las asumirá] un Gobernador General, que nombrará el Gobierno, con facultades de delegar en todo o en parte las funciones atribuidas a dicho Consejo.

El primer gobernador general fue Manuel Portela (independiente) que sustituyó al coronel Francisco Jiménez Arenas, nombrado el 7 de octubre presidente accidental de la Generalidad de Cataluña por parte del general Domingo Batet, comandante en jefe de la IV División Orgánica. Algunos de los gobernadores no llegaron siquiera a formar un consejo ejecutivo, en el que participaron sobre todo políticos de la Lliga Regionalista, el Partido Radical y la CEDA. Tras el triunfo del Frente Popular en las elecciones de febrero de 1936, la Generalidad de Cataluña fue restaurada y el Parlamento de Cataluña eligió de nuevo a Lluís Companys como presidente de la Generalidad de Cataluña. El 5 de marzo de 1936, el Tribunal de Garantías Constitucionales declaró inconstitucional la ley del 2 de enero de 1935 que suspendía el Estatuto.

## Gobernadores generales de Cataluña
Los gobernadores generales de Cataluña fueron los siguientes:
- Manuel Portela (independiente): 10 de enero de 1935 - 23 de abril de 1935;
- Juan Pich y Pon (radical): 23 de abril de 1935 - 28 de octubre de 1935;
- Eduardo Alonso (presidente de la Audiencia Territorial, interino): 28 de octubre de 1935 - 27 de noviembre de 1935;
- Ignacio Villalonga (CEDA): 27 de noviembre de 1935 - 16 de diciembre de 1935;
- Joan Maluquer (Lliga): 16 de diciembre de 1935 - 18 de diciembre de 1935;
- Félix Escalas (independiente, vinculado a la Lliga): 18 de diciembre de 1935 - 17 de febrero de 1936;
- Juan Moles (republicano independiente): 17 de febrero de 1936 - 1 de marzo de 1936.